# تراث شعبي بحريني
التراث الشعبي هو مجموعة الفنون القديمة والقصص والحكايات والأساطير المحصورة بمجموعة سكانية معينة في أي بلد من البلاد. ويتم نقل المعرفة المتعلقة بالفلكلور من جيل إلى جيل عن طريق الرواية الشفهية غالبا وقد يقوم كل جيل بإضافة أشياء جديدة أو حذف أشياء لتتوافق في النهاية مع واقع حياته التي يعايشها وهذا الإبداع ليس من صنع فرد ولكنه نتاج الجماعة الإنسانية ككل في مجتمع ما.[بحاجة لمصدر]

## فلكلور عربي

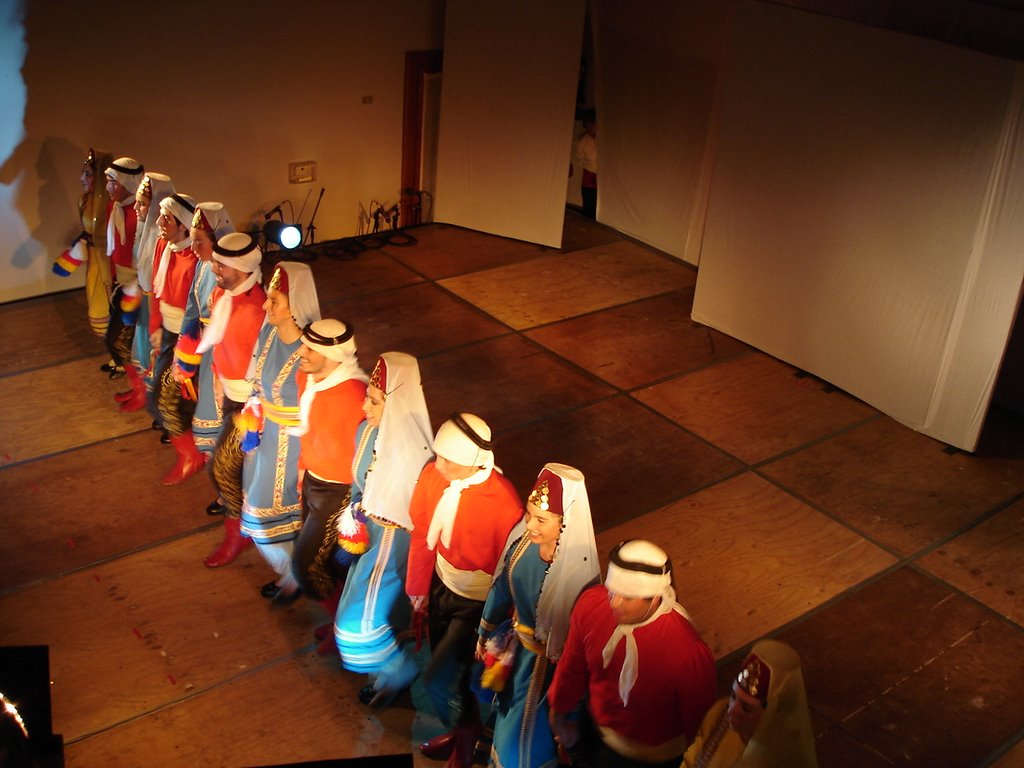
الدبكة من فلكلور بلاد الشام

هي الموروثات الشعبية التي تنتشر في البلدان العربية والتي تشتمل على الرقص الشعبي والرويات الشفوية والأغاني الشعبية وهي أغاني تعبر عن عادات وتقاليد كل شعب من الشعوب العربية من أنواع الغناء الشعبي السناد وهو الغناء الثقيل ذو الترجيع الكثير النغمات والنبرات الذي يعتمد على القافية المطلقة ومن أنواع الغناء الشعبي أيضا الهزج وهو الغناء الخفيف الذي يرقص عليه ويمشي بالدف والمزمار وهناك الزجل وهو اللعب والجبلة والتطريب ورفع الصوت وسمي كذلك بسبب رفع الصوت فيه وترجعيه في الإنشاد وهناك الموال ويقسم إلى موال شامي موال مصري وهو خماسي وموال بغدادي وهو سباعي.[بحاجة لمصدر]
الحكايات الشعبية وهي تصور أحداثا من الماضي أو تجمع بين الواقع والخيال في رؤية فنية أو ما يردده الناس من حكايات وخرافات تتضمن ما تم توارثه من عادات وتقاليد من الزمن الماضي وفي الفلكور العربي تم توارث سير الأبطال وملاحم البطولة مثل سيرة سيف ذي يزن وعنترة بن شداد وأبو زيد الهلالي وغيرهم من أبطال التاريخ العربي وكذلك اللطائف والنوادر الساخرة التي تصور بعباراتها الموجزة مثل ومن الشخصيات الطريفة التي تم توارثها من الماضي شخصية أشعب وشخصية الطنبوري وحذائه وشخصية جحا وغيرهاو يشمل الفلكور العربي أيضا الرسم والنقش والنحت وصناعة الدمى وتطريز الملابس والحلي وفنون التزيين وغيرها من الفنون.[بحاجة لمصدر]

## الفلكلور البحريني

### تعريف
هي الموروثات الشعبية التي تنتشر في البحرين والتي تشتمل على الرقص الشعبي والرويات الشفوية والأغاني الشعبية.[بحاجة لمصدر]

### التراث اليدوي

#### القيطان
وهي مجموعة من الخيوط الصغيرة وطولها حوالي 8-10 سم من الحرير أو الإبريسم الأسود وهي في الأصل لونها أبيض، ولكن تصبغ باللون الأسود، وتوضع في ذيل السروال الذي ترتديه نساء وبنات ذلك الزمن، ويصبح مثل (الكركوشه)، أشهر من عمل في هذه المهنة السيد قاسم السيد محمد وساعدة في هذه المهنة ابنه السيد محمد. والمثير في هذه المهنة ان الطلبيات تعدت حدود المرخ والبحرين فصار القيطان مطلوب من أهالي القطيف والإحساء على رغم صعوبة المواصلات في ذلك الوقت.[بحاجة لمصدر]

### التراث الشفهي
تأثر بالتراث العربي بشكل عام وبملحمة جلجامش خصوصاً مع ارتباط الأسطورة بأرض الخلود دلمون سابقاً.. البحرين حالياً.[بحاجة لمصدر]

### الطقوس
عندما تحصل حالة زواج في البحرين ترى الكل سعيد باعتبار صغر البلد وترابط الأهالي فيما بينهم ولم يكن من السهل ان يرى العريس عروسه في ذلك الوقت، وإذا اتفق وخطبت فتاة من القرية لأحد الأشخاص من القرى المجاورة، فإن اهالي العريس يأتون عصرا محملين بالهدايا موضوعة في قفيق (جمع قفة - وهي مصنوعة من الخوص) وتكون مملوءة بالحلويات، ويذهبون لبيت العروس ويسلمونه لمنزلها، وفي اليوم الثاني يأتون بالسمك لبيت العروس.[بحاجة لمصدر]
وفي الماضي لم يكن معروفاً المحلات المختصة في امور الزواج مثل الصالونو الاستوديو والصالة والمطعم. ومن كان يقوم بكل تلك المهام هن (الدايات- جمع داية)وهن اللاتي يجهزن مستلزمات العريسين، ويتراوح عددهن من 4الى5 دايات لكل زواج، وفي ليلة العرس تقوم الدايات بوضع العريسين مقابل بعضهما البعض، وتأخذ كل منهن من طرف قطعة من القماش المزين والمعطر بالبخور والقيام بإنشاد الأغاني والتريمبو.[بحاجة لمصدر]
أما على الجانب الرجالي فإن الرجل في أغلب الأحيان ليس له كلمة في اختيار الزوجة سوى رأي ضعيف والرأي الراجح للأم والأب، حيث يكون رضا الزوجين هو في اختيار الوالدين، وقبل ليلة الزواج يتم ذبح الثيران ليتم عمل الولائم بها في ليلة الزواج.[بحاجة لمصدر]